# Peiligangkulturen

Peiligangkulturens utbredningsområde i Kina.

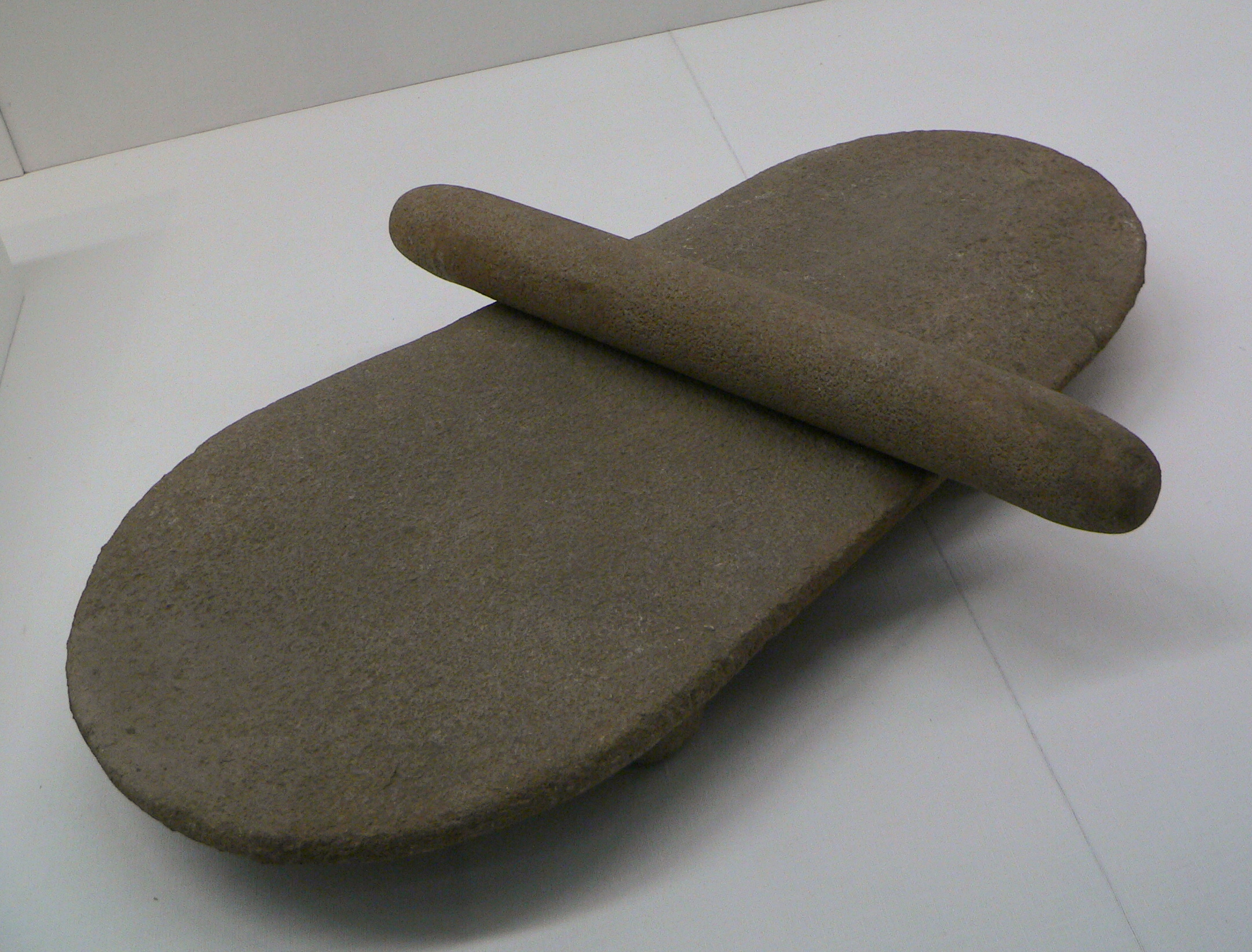
Fynd från utgrävningarna av Peiligangkulturen vid Xinzheng.

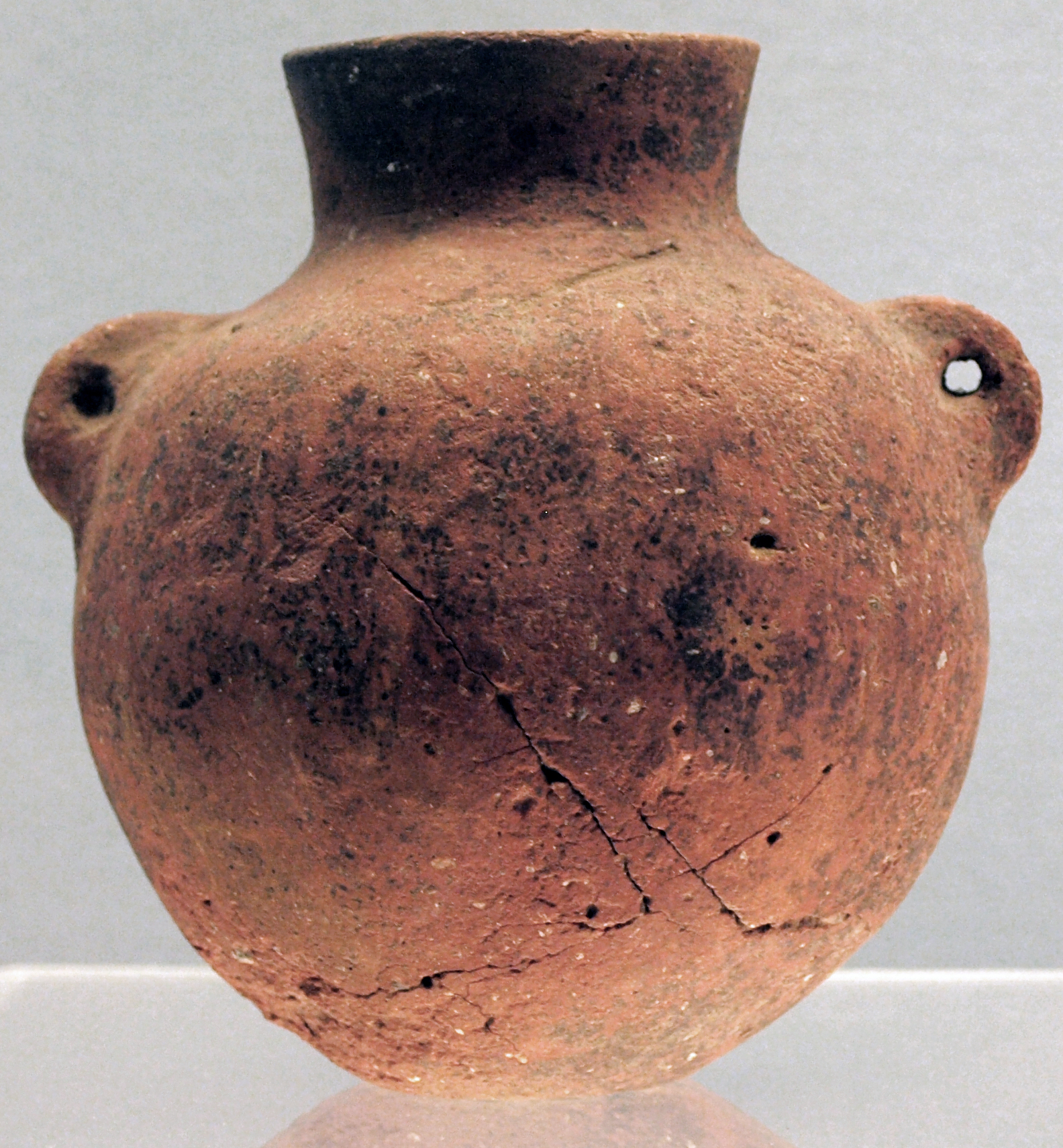
Keramik från Peiligangkulturen utställd på Shanghai museum.

Peiligangkulturen (裴李崗文化; Péilǐgǎng wénhuà) är en neolitisk förhistorisk kinesisk kultur som existerade kring Luofloden i Henan. Kulturen är daterad med radiokolmetoden till ca 6500 till 5000 f.Kr. och har fått sitt namn från en fyndplats 40 km söder om Zhengzhou.
Kulturens utbredningsområde var från Taihangbergens fot 210 km norr om Zhengzhou och söder ut till Huangchuan söder om Huaifloden.

## Jiahu
En betydande del av Peiligangkulturen är Jiahuakulturen. Vid dess utgrävningsplats Jiahu har världens äldsta spelbara musikinstrument hittats. Rester av världens äldsta bekräftade alkoholhaltiga dryck har identifierats och Kinas äldsta fynd av domesticerade grisar har påträffats och inristade symboler som kan vara en del i ursprunget till kinesisk skrift nar grävts fram vid utgrävningsplatsen.